# Związek bałtycki

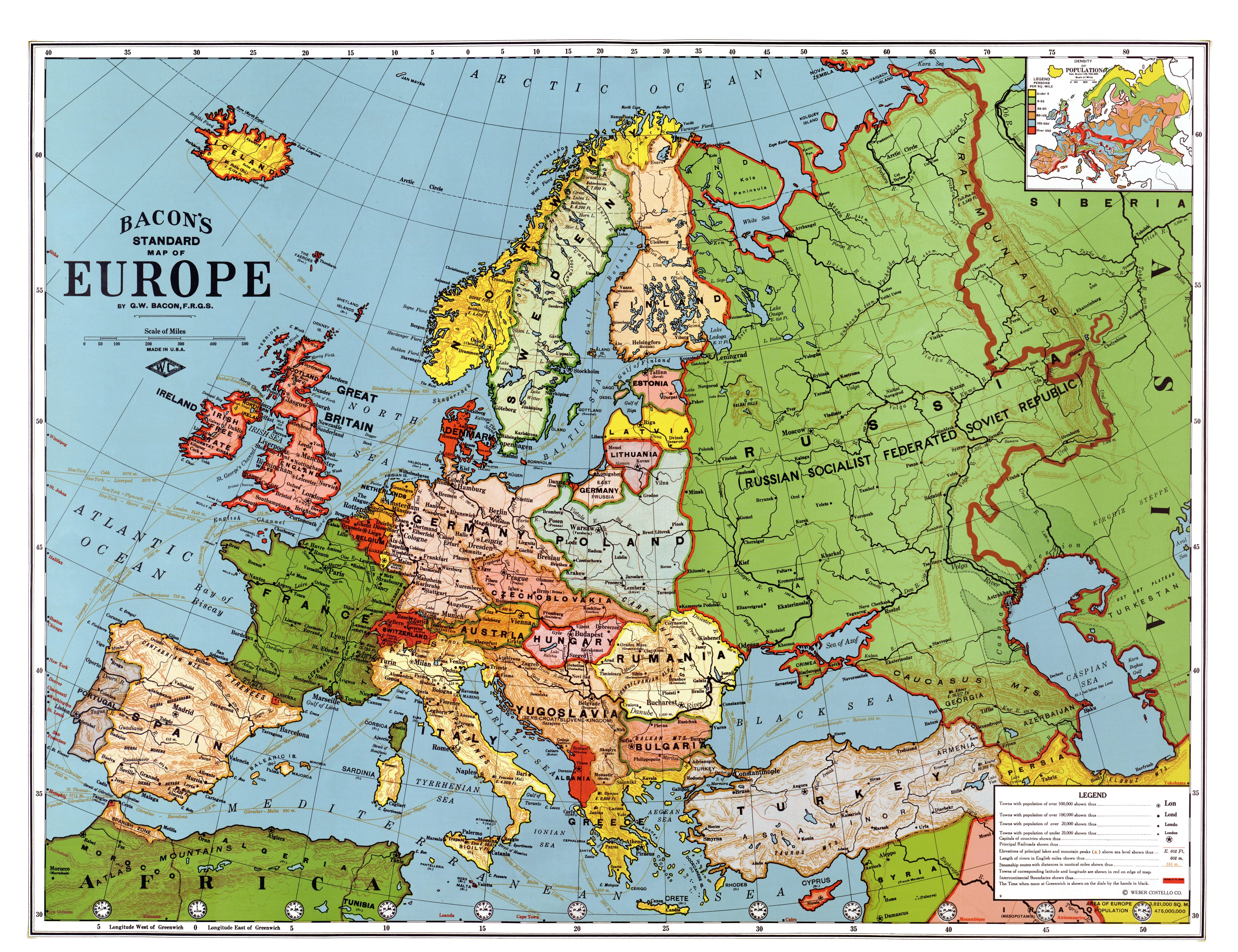
Europa, 1923

Związek bałtycki – porozumienie państw położonych nad Bałtykiem, planowane w okresie międzywojennym. 17 marca 1922 roku podpisano w Warszawie porozumienie pomiędzy Polską, Łotwą, Estonią i Finlandią. W konferencji odmówiła udziału Litwa tocząca z Polską spór o Wilno (zob. Konflikt polsko-litewski).

## Historia
Porozumienie liczyło dziewięć artykułów. Zawierało pakt o nieagresji i umożliwiało wzajemną pomoc w razie napaści, choć bez wyraźnego zobowiązania (inaczej niż np. sojusz polsko-rumuński czy polsko-francuski).
W artykule 1 stwierdzono wzajemne uznanie traktatów pokojowych, jakie strony zawarły z RFSRR. W art. 2 zobowiązano się do niezawierania układów bezpośrednio bądź pośrednio wymierzonych przeciw któremuś z sygnatariuszy. Układy z państwami trzecimi miały być wedle art. 3 podawane do wiadomości pozostałych państw - stron. Art. 4 zobowiązywał strony do jak najszybszych rokowań w sprawie zawarcia ze sobą niezbędnych traktatów handlowych oraz konwencji konsularnych, opcyjnych i ekstradycyjnych. Art. 5 zobowiązywał do zapewnienia odpowiednich swobód mniejszościom na terenach państw sygnatariuszy. W art. 6 przewidziano, iż spory będą rozwiązywane metodami pokojowymi, a w razie potrzeby poddawane rozstrzygnięciom arbitrażowym lub przed Międzynarodowym Trybunałem Sprawiedliwości. W art. 7 zobowiązano się, że w razie niezawinionego napadu na jedną ze stron pozostałe strony zachowają postawę życzliwą wobec państwa napadniętego i porozumieją się ze sobą w sprawie koniecznych środków, które trzeba będzie przedsięwziąć. Wg art. 8 porozumienie zawarto na lat 5 od daty złożenia ostatniego dokumentu ratyfikacyjnego, z możliwością milczącej zgody na coroczne przedłużenie. Wypowiedzenie musiało nastąpić z sześciomiesięcznym wyprzedzeniem. Spisano w języku francuskim. Zgodnie z art. 9 depozytariuszem był rząd polski.
Porozumienie podpisali ministrowie spraw zagranicznych: Estonii - Antoni Piip, Finlandii - Rudolf Holsti, Łotwy - Zygfryd Meierovics (premier), Polski - Konstanty Skirmunt. Zgodnie z wymaganiami postawionymi przez traktat wersalski w art. 18 porozumienie zarejestrowano w Sekretariacie Ligi Narodów 12 lipca 1922 r. pod nr 296. Ustawa upoważniająca Naczelnika Państwa do ratyfikacji została uchwalona 22 września 1922 r. Parlament fiński odmówił ratyfikacji pod wpływem nacisków niemieckich, tym samym porozumienie nie nabrało mocy.
17 stycznia 1925 r. między tymi czterema państwami zawarto w Helsinkach konwencję o koncyliacji i arbitrażu. Zarejestrowano ją w Sekretariacie Ligi Narodów 30 października 1925 r. pod nr 991.
W 1934 r. Litwa, Łotwa i Estonia zawarły sojusz zwany Ententą Bałtycką.